# ساکوما موریشیگه

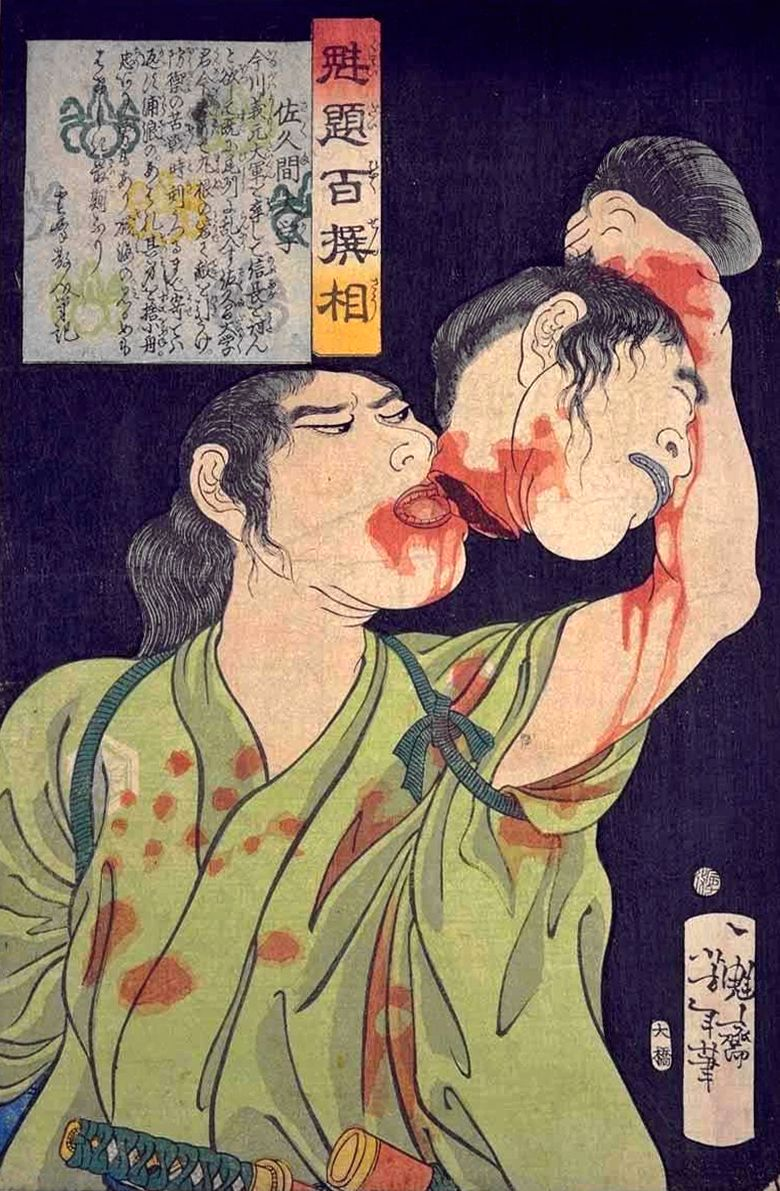
ساکوما دایگاکو

ساکوما موریشیگه (به ژاپنی: 佐久間 盛重 Sakuma Morishige)، ساکوما دایگاکو (大学允)، (大学助) (مرگ ۱۵۶۰) یک سامورایی بود که به اودا نوبوناگا خدمت می‌کرد.
در سال ۱۵۶۰، در طی حمله به ولایت اُواری توسط ایماگاوا یوشیموتو، که در نهایت منجر به نبرد نبرد اوکه‌هازاما شد، موریشیکه برای دفاع از قلعه مارونه در مرز این ولایت منصوب شد.
قلعه تحت حمله توکوگاوا ایه‌یاسو (که در آن زمان نامش ماتسودایرا موتویاسو بود) قرار گرفت. در هنگام محاصره مارونه، ایه‌یاسو با مهارت از تفنگ شمخال استفاده کرد و موریشیکه توسط یک گلوله کشته شد. پس از کشته شدن او قلعه سقوط کرد.